# Salle d'ordination bouddhiste

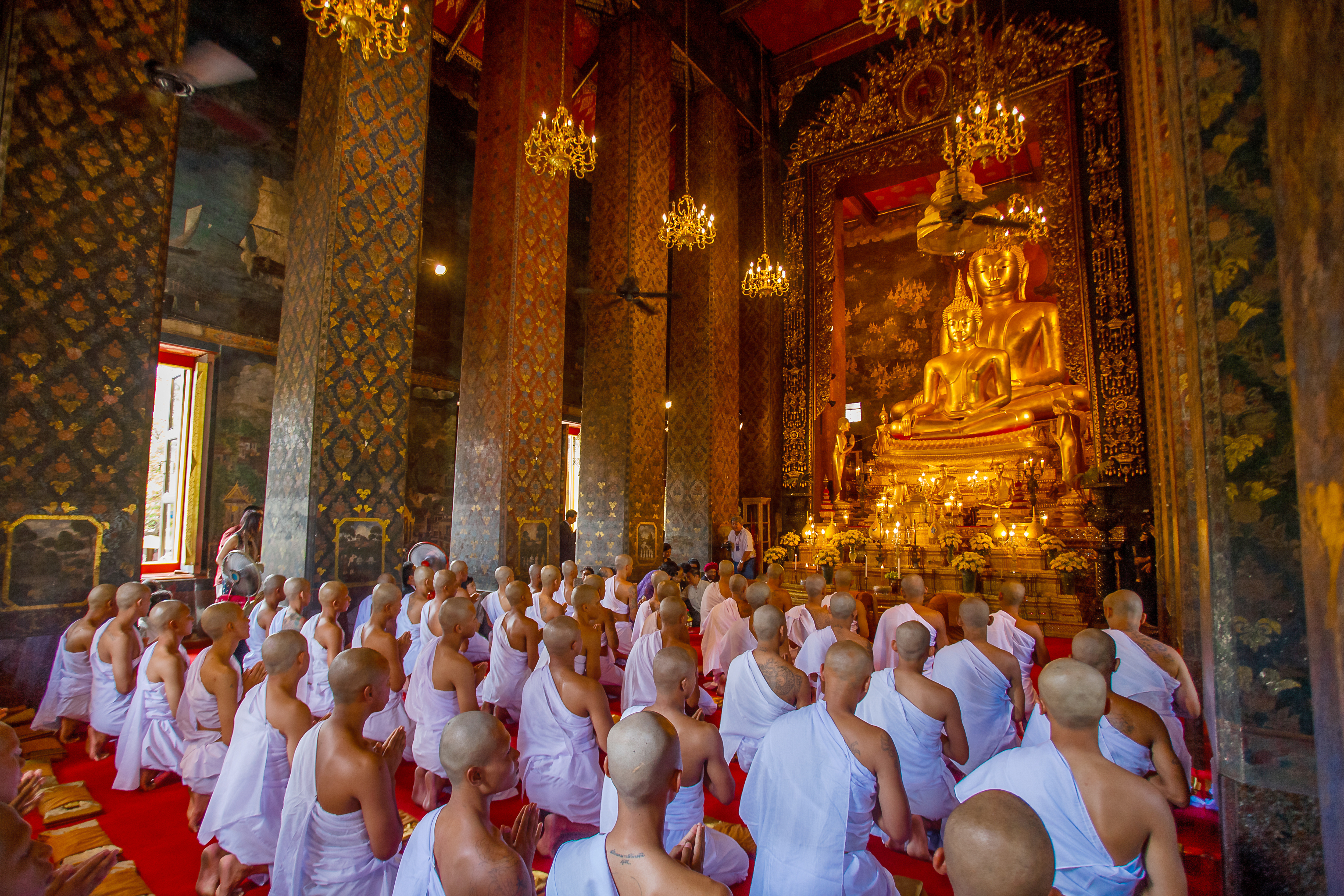
Cérémonie d'ordination dans l'Ubosot du Wat Bowonniwet en Thaïlande.

La salle d'ordination ou hall d'ordination (sanskrit: sīmā) est un bâtiment bouddhiste spécifiquement conçu pour et consacré à l'accomplissement du rituel d'ordination bouddhiste (upasampadâ (en)) et d'autres cérémonies rituelles, telles que la récitation du Pāṭimokkha,. La salle d'ordination est située à l'intérieur d'une limite (sīmā) qui définit « l'espace dans lequel tous les membres d'une seule communauté locale doivent se rassembler en une sangha complète (samagga sangha) dans un lieu désigné pour les actes ecclésiastiques (kamma) ». La constitution du sīmā est réglementée et définie par le Vinaya et ses commentaires et sous-commentaires.

## Salles d'ordination birmanes

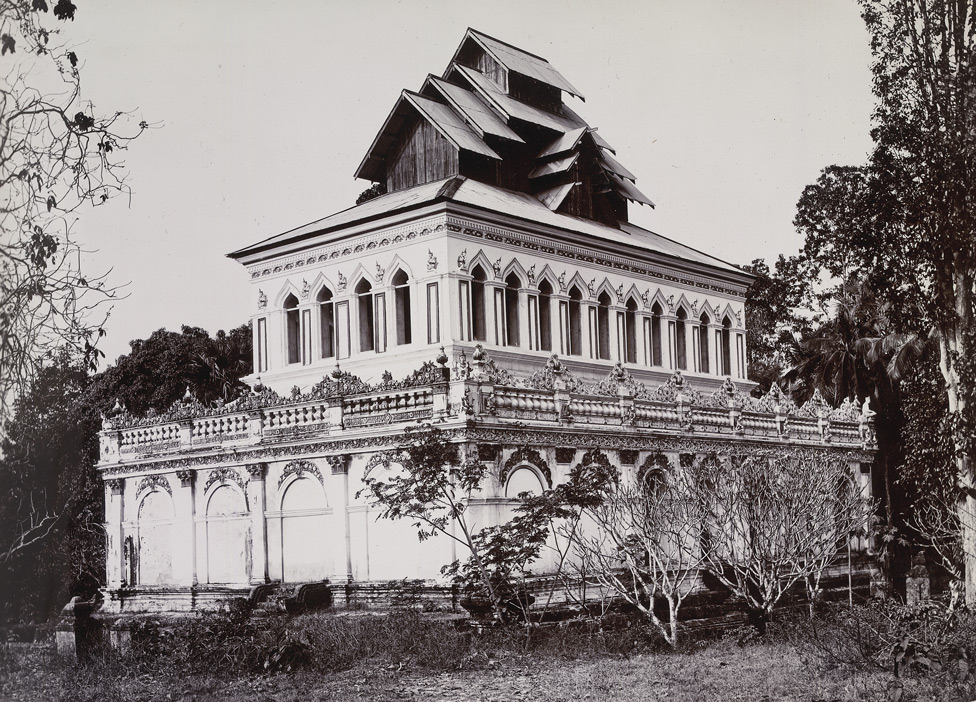
Salle d'ordination Kalyani à Bago, Myanmar.

En birman, les salles d'ordination sont appelées thein (birman : သိမ်), dérivé du terme pali sīmā, signifiant « frontière ». Le thein est une caractéristique commune des monastères birmans (kyaung), bien qu'il ne soit pas nécessairement situé dans l'enceinte du monastère lui-même. Les salles d'ordination shan, appelées sim (သိမ်ႇ) , sont exclusivement utilisées pour des événements limités à la vie monastique,.
L'importance centrale de la salle d'ordination à l'époque précoloniale est illustrée par l'inclusion d'une salle d'ordination — la salle d'ordination Maha Pahtan Haw Shwe (မဟာပဋ္ဌာန်းဟောရွှေသိမ်တော်က ြီး) — parmi les sept édifices requis (နန်းတည်သတ္တဌာန) à la fondation de Mandalay en tant que capitale royale birmane,. 

## Salles d'ordination thaïlandaises
En Thaïlande, les salles d'ordination sont appelées ubosot (thaï : อุโบสถ) ou un bot (โบสถ์, [ bòːt ]), dérivé du terme pali uposathāgāra, désignant une salle utilisée pour les rituels les jours d'uposatha (« sabbat » ou « dimanche » bouddhiste).
L'ubosot est le point central des temples du centre de la Thaïlande, tandis que le point central des temples du nord de la Thaïlande est le stupa. Dans le nord-est de la Thaïlande (Isan), les salles d'ordination sont connues sous le nom de sim (สิม), comme ils le sont au Laos (Lao). L'ubosot, en tant que bâtiment principal du wat, est également utilisé pour les services communaux,.
Dans la tradition thaïlandaise, la limite de l'ubosot est marquée par huit bornes, connues sous le nom de bai sema, qui désignent le sīmā. Le plus ancien bai sema date de la période Dvaravati. Les pierres sema se dressent au-dessus et marquent le luk nimit ( ลูกนิมิต), des sphères de pierre enterrées aux points cardinaux délimitant l'espace sacré. Une neuvième sphère de pierre, généralement plus grande, est enterrée sous l'image principale du Bouddha de l'ubosot. Les côtés d'entrée de la plupart des ubosot sont orientés vers l'est.
Bien que les bâtiments wihan abritent également des images de Bouddha, ils diffèrent des ubosot en ce sens que les wihan ne sont pas délimités par des pierres sema. En face de la porte d'entrée, à l'extrémité de l'intérieur, se trouve la plus grande statue de Bouddha de l'Ubosot, généralement représentée soit dans l'attitude de méditation, soit dans l'attitude Maravijaya (en).